# Свети Георги (Речица)
Вижте пояснителната страница за други значения на Свети Георги.
„Свети Великомъченик Георги“ (на македонска литературна норма: „Свети Ѓорѓи“) е средновековна църква в охридското село Речица, Северна Македония. Църквата е част от Охридското архиерейско наместничество на Дебърско-Кичевската епархия на Македонската православна църква – Охридска архиепископия. Църквата е изградена в 1370 година върху основите на по-стар храм. Живописта е от втората половина на XIV век, изработена от зографи от школата на зографа Йоан Теориян от Охрид.